# Stollen und Trockenrasen bei Unterfarnstädt
Stollen und Trockenrasen bei Unterfarnstädt este o arie protejată (arie specială de conservare — SAC, sit de importanță comunitară — SCI) din Germania întinsă pe o suprafață de 11 ha, integral pe uscat.

## Localizare
Centrul sitului Stollen und Trockenrasen bei Unterfarnstädt este situat la coordonatele 51°25′53″N 11°36′27″E / 51.4314°N 11.6075°E.

## Înființare
Situl Stollen und Trockenrasen bei Unterfarnstädt a fost declarat sit de importanță comunitară în martie 2004 pentru a proteja 2 specii de animale. Situl a fost protejat și ca arie specială de conservare în decembrie 2018.

## Biodiversitate
Situată în ecoregiunea continentală, aria protejată conține 4 habitate naturale: Pajiști carstice calcaroase sau bazofile, de Alysso-Sedion albi, Pajiști uscate seminaturale și facies de acoperire cu tufișuri pe substraturi calcaroase (Festuco-Brometalia) (* situri importante pentru orhidee), Pajiști stepice subpanonice, Grohotișuri medio-europene calcaroase, de la nivel colinar și montan.
La baza desemnării sitului se află mai multe specii protejate de  mamifere (2): liliac cârn (Barbastella barbastellus), liliac comun (Myotis myotis)
Pe lângă speciile protejate, pe teritoriul sitului au mai fost identificate 3 specii de mamifere, 1 specie de nevertebrate.